# Louis Perreau du Magné
Pour les articles homonymes, voir Magné.
Louis-Henri-Aimé Perreau du Magné, né le 15 avril 1775 à La Châtaigneraie (Vendée) et mort le 25 janvier 1838 dans la même ville.
Maire de La Châtaigneraie de 1805 à 1815, il est député de la Vendée pendant les Cent-Jours, de 1818 à 1822 et de 1831 à 1834, siégeant à gauche.

## Sources
- « Dictionnaire des parlementaires français de 1789 à 1889 (Adolphe Robert, Edgar Bourloton et Gaston Cougny) », sur gallica BNF (consulté le 4 janvier 2014)